# Georg I. (Ortenburg)
Georg I. († vor 1422) war von 1395 bis 1422 regierender Graf der Grafschaft Ortenburg. Er war das vierte Kind von Graf Heinrich IV. von Ortenburg und Agnes von Hals und stammte aus dem niederbayerischen Dynastengeschlecht der Ortenburger.

## Leben und Wirken
Nach dem Tod seines Vaters Heinrich IV. im Jahre 1395 spaltete sich das Ortenburger Haus in drei Linien. Alt-Ortenburg, Neu-Ortenburg und Dorfbach. Seine beiden Brüder Alram I. und Etzel I. erhielten dabei Dorfbach bzw. Alt-Ortenburg. Georg selbst erhielt die Burg Neu-Ortenburg und die dazugehörigen Besitztümer. Offizieller amtierender Graf der gesamten Grafschaft wurde Georg, da sein älterer Bruder Alram I. wohl aufgrund seiner Besitzungen zu Dorfbach darauf verzichtete.
1391 unterzeichneten Georg und sein Bruder Etzel I. eine Urkunde, in der sie dem bayerischen Herzog Friedrich von Bayern-Ingolstadt das Öffnungsrecht ihrer Burgen zugestanden. Warum sie sich dazu verpflichteten, ist unbekannt, jedenfalls bedeutete dies, dass die Ortenburger damit einen Teil ihrer Reichsrechte aufgaben.
1403 trat Georg in den Dienst des Herzogs Johann III. von Straubing-Holland. Dies sollte eine folgenschwere Entscheidung sein, da sich die Herzöge von Bayern-Landshut nicht sehr gut mit ihren Verwandten verstanden. Dies führte zu weiterem Konfliktpotential. So wurde Georg 1404 von Herzog Heinrich XVI. von Bayern-Landshut dazu verpflichtet, seinem Feind, dem Bischof von Passau, ein Jahr lang zu dienen.
Bereits ein Jahr später kam es erneut zum Streit zwischen Georg und Heinrich XVI. aus unbekanntem Grund, weswegen Herzog Heinrich gar die Feste Neu-Ortenburg besetzen ließ. Am 18. Juni 1405 musste Georg sogar sowohl die Burg als auch all seine übrigen Besitzungen auf mehrere Monate Heinrich vermachen. Ebenso musste er geloben, auf Aufforderung des Herzoges in Burghausen zu erscheinen und dort zu bleiben, bis er die Aufgaben dort erfüllt habe.
Kaum war der Friede wiederhergestellt, kam es zu erneuten Streitigkeiten, und er wurde von Herzog Heinrich gefangen genommen. Aus dieser Haft entkam er nur durch die Urkunde vom 3. März 1408, worin Georg alle bisherigen Zugeständnisse wiederholen musste. Des Weiteren ließ sich Heinrich das Vorkaufsrecht auf Neu-Ortenburg festschreiben. Falls ein anderer es kaufen sollte, müsse sich dieser den gleichen Zugeständnissen wie Georg hingeben.
Sobald er in Freiheit war, spielte Georg bereits, wie sein späterer Nachfahre Graf Joachim, mit dem Gedanken, die Grafschaft zu verkaufen.
Auch der letzte Versuch Georgs, sich von den bayerischen Fesseln zu lösen, scheiterte. Er wurde wiederum in Gefangenschaft genommen. Am 20. November 1409 musste er erneut eine Urkunde unterzeichnen und alle Zugeständnisse erneuern.
Diese Zugeständnisse sollten im Laufe der Jahrhunderte noch den bayerischen Herzögen als Rechtfertigung dienen, um sich die Grafschaft einzuverleiben. Jedoch gelang ihnen dies trotz dieser schwerwiegenden Zugeständnisse und der damit verbundenen teilweisen Aufgabe der Reichsrechte nicht. Die Grafschaft war vorübergehend ein bayerischer Vasall, jedoch wurde sie bis 1805 kein bayerischer Marktflecken. Durch die Eintragung 1521 in die Reichsmatrikel und das Reichskammergerichtsurteil von 1573 gelang es seinen Nachfahren, sich von den einstigen Zugeständnissen an die bayerischen Herzöge wieder zu lösen. Warum sich Georg I. nicht, wie seine beiden Nachfolger Sebastian I. und Joachim, an seinen obersten Lehnsherren den Kaiser wandte, ist unklar.

## Nachkommen
Georg I. war mit Siguna von Buchberg verheiratet. Aus dieser Ehe entstammen folgende Kinder:
- Heinrich V., Graf von Neu-Ortenburg († 1449), ⚭ Ursula Ecker zu Saldenburg († 1436), ⚭ Elisabeth von Törring († 1487)
- Oswald, Domherr und Generalvikar zu Salzburg († 3. Juni 1450)